# Pantelerito

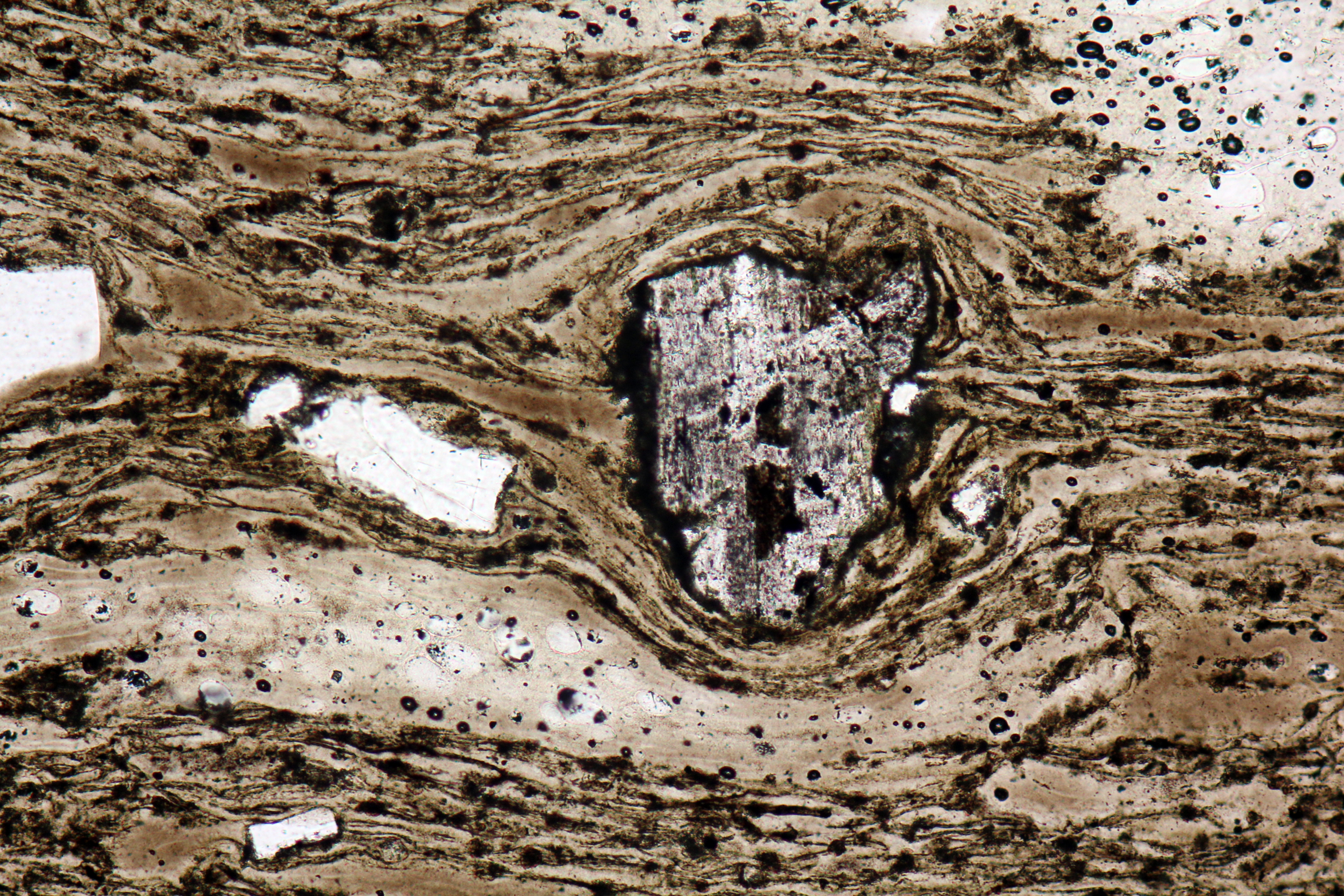
Secção fina de um ignimbrito de composição pantelerítica (Pantelleria).

Pantelerito (por vezes pantelarito) é um tipo de rochas vulcânicas pertencente ao grupo dos riolitos peralcalinos, caracterizado por um elevado teor relativo de ferro e baixo teor relativo em alumínio, composição que distingue estas rochas dos comenditos.  O nome é derivado da ilha vulcânica de Pantelleria (ou Pantelária), situada no Estreito da Sicília, designada localidade tipo para esta rocha. Em Pantelleria a rocha é geralmente encontrada como um vitrófiro contendo fenocristais de anortoclase ou sanidina. O quartzo está presente apenas nas rochas mais fortemente peralcalinas. Entre os minerais máficos presentes nas rochas panteleríticas incluem-se a aegirina, a fayalite, a aenigmatite, a ilmenite e as anfíbolas sódicas (frequentemente a arfvedsonite ou a ferrorichterite).